# 흥진초등학교
흥진초등학교(興進初等學校)는 대한민국 경기도 군포시 금정동에 있는 공립 초등학교이다.

## 학교 연혁
- 1992년 4월 30일: 개교
- 1999년 3월 2일: 병설유치원 개원 (72명)
- 2007년 5월 9일: 체육관 완공

## 참고 자료
- 흥진초등학교 - 한국교육학술정보원 학교알리미